# Bulgarograsso
Bulgarograsso ist eine norditalienische Gemeinde (comune) mit 4000 Einwohnern (Stand 31. Dezember 2023) in der Provinz Como. Sie liegt rund 10 Kilometer südwestlich von Como und etwa 35 Kilometer nordwestlich von Mailand.
Der Ortsname rührt von einem kleineren römischen Kastell her und ist die Verkleinerungsform von Burgus.

## Geographie
Bulgarus. Das Suffix grasso signalisiert die Fruchtbarkeit der Gegend. Nicht durch das Gemeindegebiet, aber wenig entfernt davon befindet sich die Autobahn A9 von Chiasso nach Lainate.
Die Nachbargemeinden sind am Norden Lurate Caccivio, am Osten Fino Mornasco, am Süden Guanzate, und am Westen Appiano Gentile.

## Einwohnerentwicklung
Daten von ISTAT